# No somos nadie
No somos nadie va ser un programa de ràdio que s'emetia de dilluns a divendres, de 7.00 a 10.00 en M80 Radio entre 2002 i 2009, presentat i dirigit per Pablo Motos (2002-2007) i per Celia Montalbán (2007-2009). En ell es resumia l'actualitat del dia en clau d'humor juntament amb seccions divulgatives, entrevistes i petits reportatges radiofònics.

## Història
Va començar emetent-se el 2002 amb l'equip de Pablo Motos (Raquel Martos, Laura Llopis, Juan Herrera, Ajenjo y Cigarro, Nuria Roca, Flipy, Luis Piedrahíta i altres col·laboradors) en substitució del longeu i reeixit programa despertador Gomaespuma. Quatre anys després, la cadena generalista Cuatro va decidir fer un programa dominical inspirat en aquest programa de ràdio, El Hormiguero, amb la majoria de col·laboradors del programa de ràdio.
Després d'un any compaginant tots dos programes, el 22 de juny de 2007, Pablo Motos i el seu equip van deixar el programa, davant el començament al setembre de la tercera temporada d'El Hormiguero, diàriament i en prime time.
El 3 de setembre de 2007, Celia Montalbán, presentadora de De nueve a nueve y media, a la Cadena Ser, va estrenar la nova temporada del programa amb un nou equip. El nom es va mantenir malgrat ser un equip diferent i amb canvis substancials en les seccions, per la qual cosa molta gent l'ha sobrenomenat com NSN 2.0.
El 26 de juny de 2009, sense previ avís, M80 Radio va cancel·lar el programa.

## Equip del programa

### Setembre de 2002 - juliol de 2007
- Pablo Motos: presentador
- Cristina Iñigo: productora
- DJ Valdi: tècnic de so

Resta d'equip i col·laboradors (orde alfabètic)
- Gerónimo Boloix
- Flipy
- Fernando Domingo "el tiburón"
- Jandro
- Juan Herrera
- Juan Ibáñez
- Juan Tamariz
- Vicente Haro
- Luis Andrés
- Laura Llopis
- Jorge Marrón "Marron"
- Raquel Martos
- Damián Mollá
- Luis Piedrahíta
- Nuria Roca
- Jorge Salvador
- Enrique San Francisco
- Mario Vaquerizo

### Setembre de 2007 - juny de 2009
- Celia Montalbán: presentadora
- Javier Gallego: co-presentador (3 de setembre de 2007 – febrer de 2008)
- Sergio Castro: co-presentador (11 de setembre de 2008 - 26 de juny de 2009)
- Begoña de León: productora (3 de setembre de 2007 - 26 de juny de 2009)
- Teo Rodríguez: tècnic de so (3 de setembre de 2007 - 26 de juny de 2009)

Resta d'equip i col·laboradors (orde alfabètic):
- Carlos Areces
- Raúl del Bosque
- Jordi Costa
- Rafa García Luján
- Carlos Giralda
- Nacho Gómez Hermosura
- Patricia Gosálvez
- David Ibáñez "Fox"
- Agustín Martínez (3 de setembre de 2007 - 22 de desembre de 2007)
- Daniel Niño
- Eva Nuño
- Marta Reig (3 de setembre de 2007 - 11 de juliol de 2008)
- Joaquín Reyes
- Juan Rodríguez
- Jimina Sabadú (3 de setembre de 2007 - 31 de gener de 2009)
- Antonio Vicente "Anto" (3 de setembre de 2007 - 11 de juliol de 2008)